# Midhurst & Easebourne Football Club
Midhurst & Easebourne Football Club es un club de fútbol con sede en Midhurst, Sussex Occidental, Inglaterra. Actualmente son miembros de la Primera División de la Southern Combination y juegan en The Rotherfield.

## Historia
El club se estableció en 1946 mediante la fusión de Midhurst, cuyo terreno se había utilizado para construir una escuela, y Easebourne, que había perdido a varios funcionarios y jugadores durante la Segunda Guerra Mundial. Se unieron a la West Sussex League y ganaron la liga en 1955–56, 1962–63 y 1964–65, así como la Copa Malcolm Simmonds Memorial en 1959–60. Después de que la primera división pasara a llamarse Premier Division, el club volvió a ganar la liga en 1967–68, la Bareham Cup en 1970–71 y la Malcolm Simmonds Memorial Cup en 1973–74. Ganaron el doblete de la Premier Division y la Malcolm Simmonds Memorial Cup en 1976–77 y retuvieron la copa la temporada siguiente, antes de ganar otro doblete de liga y copa en 1979–80, Aunque una solicitud para unirse a la Sussex County League fue rechazada en 1980, fueron aceptados en la liga al año siguiente, convirtiéndose en miembros de la División Dos.
En su primera temporada en la Segunda División, Midhurst & Easebourne fueron subcampeones y obtuvieron el ascenso a la Primera División. El club terminó último en la Primera División en 1986–87 y fue relegado a la Segunda División. Ganaron la Copa de la División Dos en 1988–89, venciendo a Newhaven por 5–3 en los penales en una repetición. El club regresó a la Primera División después de terminar segundo en 1991–92 , pero fue relegado a la Segunda División al final de la temporada siguiente. Un segundo descenso sucesivo en 1993-1994 los vio caeercera División. Aunque ganaron la Tercera División en el primer intento, el club fue relegado a la división al final de la temporada 1997–98.
En 1998–99, Midhurst & Easebourne terminaron últimos en la División Tres y fueron relegados a la Primera División de la Liga West Sussex. Fueron campeones de la Primera División y ganadores de la Copa del Centenario en 2001-02 y fueron ascendidos nuevamente a la División Tres de la Liga del Condado de Sussex. La temporada siguiente los vio ganar el título de la División Tres y la Copa de la División Tres, ganando el ascenso a la División Dos. Aunque terminaron últimos en la División Dos en 2009-10, el club evitó ser relegado a la División Tres. En 2015, la Liga del condado de Sussex pasó a llamarse Combinación del sur, y la División dos se convirtió en la División uno.

## Personal
| Puesto                                     | Nombre          |
| ------------------------------------------ | --------------- |
| Entrenador                                 | Andrew Ewen     |
| Primer entrenador asistente                | Daniel Trussler |
| Segundo entrenador asistente               | Arnold Miron    |
| Entrenador del equipo de reseva            | Daniel Nash     |
| Entrenador asistente del equipo de reserva | Max Powell      |
| Terapeuta principal                        | Jodie Rushin    |
| Terapeuta asistente                        | Lewis Sandy     |

## Estadio
Después de su fundación, el club jugó en The Rotherfield en Dodsley Road, el antiguo campo de Easebourne. El terreno se comparte con un club de Críquet, con instalaciones para espectadores que incluyen una casa club y una grada de madera con asientos de banco.

## Palmarés
| Liga                                                   | Títulos                                              | Subtítulos |
| ------------------------------------------------------ | ---------------------------------------------------- | ---------- |
| Tercera División de la Southern Combination            | 1994-95, 2002-03                                     |            |
| West Sussex League                                     | 1995-56, 1962-63, 1964-65, 1967-68, 1976-77, 1979-80 |            |
| Copa                                                   | Títulos                                              | Subtítulos |
| Copa de la Segunda División de la Southern Combination | 1988-89                                              |            |
| Copa de la Tercera División de la Southern Combination | 2002-93                                              |            |
| Centenary Cup                                          | 2001-02                                              |            |
| Malcolm Simmonds Memorial Cup                          | 1959-60, 1973-74, 1976-77, 1977-78, 1979-80          |            |
| Bareham Trophy                                         | 1970-71                                              |            |